# ONE 161
ONE 161: Petchmorakot vs. Tawanchai fue un evento de deportes de combate producido por ONE Championship llevado a cabo el 29 de septiembre de 2022, en el Singapore Indoor Stadium en Kallang, Singapur.

## Historia
El evento estaba originalmente planeado para ser encabezado por una pelea de unificación del Campeonato Mundial de Peso Pesado de ONE entre el actual campeón Arjan Bhullar y el campeón interino Anatoliy Malykhin. Sin embargo, Bhullar se retiró de la pelea luego de sufrir una lesión en el entrenamiento, se anunció que Bhullar había tenido una cirugía de brazo y la pelea fue cancelada.
Una pelea por el Campeonato Mundial de Muay Thai de Peso Pluma de ONE entre el campeón Petchmorakot Petchyindee y el contendiente #1 Tawanchai P.K.Saenchai estaba programada como evento coestelar. Fueron elevados al evento estelar en agosto luego de que el evento estelar fuera cancelado.
El evento contó con los cuartos de final del Grand Prix de Kickboxing de Peso Pesado de ONE, con 4 peleadores en el torneo, el actual Campeón Mundial de Kickboxing de Peso Pesado de ONE Roman Kryklia, el ex-peleador de  UFC Guto Inocente, Iraj Azizpour y Bruno Chaves.
En los pesajs, Han Zihao pesó 153.75 libras, 8.75 libras sobre el límite de peso gallo de 145 libras. La pelea fue trasladada a la división de peso pluma (145–155 libras) y Han fue multado con el 30% de su bolsa, que fue hacía Ferrari Fairtex. Wang Shuo pesó 139.5 libras, 3.5 libras sobre el límite de peso mosca. La pelea fue cancelada luego de que Wang Shuo se retirara de la pelea.

## Resultados
1. ↑  Por el Campeonato Mundial de Muay Thai de Peso Pluma de ONE.
2. ↑  Semifinal del Grand Prix de Kickboxing de Peso Pesado de ONE.
3. ↑  Semifinal del Grand Prix de Kickboxing de Peso Pesado de ONE.
4. ↑   Originalmente una pelea de peso gallo, cambiada a peso pluma luego de que Han Zihao no pudiera dar el peso de la división (135 - 145 libras).

## Bonificaciones
Los siguientes peleadores recibieron bonos de $50.000.
- Actuación de la Noche: Roman Kryklia, Tiffany Teo y Rodrigo Marello